# 审美人
审美人（?—?），晋武帝司马炎的妃嫔，封为美人。城阳怀王司馬景度、楚隱王司马玮、长沙厲王司马乂的生母。
泰始七年（271年），生司马玮。咸宁三年（277年），生司马乂。
八王之乱中的八王，晋武帝的儿子有三个，除成都王司马颖，其他两个皆為审美人所生。